# Anidamiento (informática)

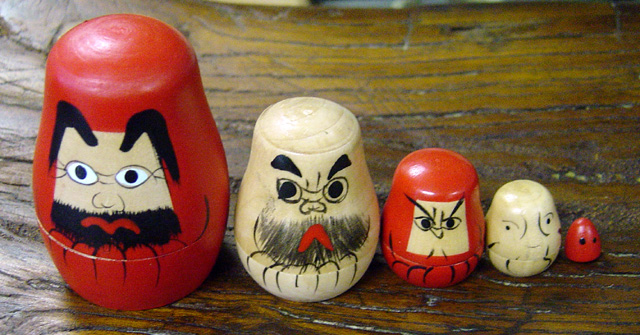
Muñecas Daruma, Muñecas de Japón, Alineadas en orden de altura, Muñecas Nesting, Rojo y blanco en Japón

El anidamiento (llamado nesting en inglés) es la práctica de incorporar llamadas (calls) a funciones o procedimientos (unas) , mediante la inclusión de diversos niveles de paréntesis.
Debido a que la potencial acumulación de estos últimos suele hacer que la edición y la detección de errores se vuelva un proceso engorroso, los entornos de programación modernos -así como los programas de planilla de cálculo- resaltan en negrita el par correspondiente a la posición que está editando el programador o usuario en cada momento. El control (automático) del balance o equilibrio entre los paréntesis de apertura y de cierre se suele conocer como brace match checking en inglés.
Naturalmente, para la resolución matemática de estas complejas fórmulas encadenadas, las expresiones deben ser evaluadas desde adentro hacia afuera, ya que los resultados de las más internas sirven, temporalmente, de datos de entrada de las exteriores.

## En las plantillas de cálculo
En las hojas de cálculo, se suelen anidar o agrupar funciones unas dentro de otras, derivando en fórmulas relativamente complejas. Los programas Apache OpenOffice Calc y LibreOffice Calc permiten, mediante sus respectivos asistentes de funciones (function wizard), navegar a través de los varios o múltiples niveles de anidamiento, permitiendo editar (y finalmente corregir) cada una de ellas por separado. Tal vez de manera sorprendente, su rival Microsoft Excel no posee esa característica, finalmente deseable cuando se trabaja en algunas grandes planillas.

## En programación
En los lenguajes de programación estructurada, el anidamiento está relacionado con la inclusión de estructuras de control dentro de otras, usualmente indicado mediante la inclusión de distintos niveles de sangría (llamada indentation en inglés) dentro del código fuente, como se muestra en el sencillo código BASIC siguiente:
```
function
 
BuscarCodigo
(
sCod
 
as
 
string
)
 
as
 
integer

dim
 
iRespuesta
 
as
 
integer

dim
 
sLinea
,
 
sRuta
 
as
 
string

sRespuesta
=
0

sRuta
=
"C:\Probar.tsv"

if
 
FileExists
(
sRuta
)
 
then

  
open
 
sRuta
 
for
 
input
 
as
 
#1

  
do
 
while
 
not
 
EOF
(
1
)

    
line
 
input
 
#1, sLinea

    
if
 
sCod
=
left
(
sLinea
,
 
3
)
 
then

     
'Realizar una acción o varias acciones

    
end
 
if

  
loop

  
close
 
#1

  
BuscarCodigo
=
iRespuesta

end
 
function

```

En este simple ejemplo, la estructura condicional if... then... end if ("si... entonces... fin si") está anidada dentro de otra que la contiene, el ciclo do while... loop ("repetir... mientras", literalmente "hacer mientras... bucle").